# 张琼 (北宋)
張瓊（10世紀—965年），大名府館陶縣人，世代為牙中軍人，有宋朝張飛之風。
有力氣，以驍勇聞，善射箭，後周世宗時為趙匡胤的大將，屢建奇功，曾以身為趙匡胤抵擋弩箭。宋太祖趙匡胤即位後，張瓊擢升為典禁軍，累遷內外馬步軍都軍頭、領愛州刺史。趙光義自殿前都虞候遷為開封尹，太祖說：“殿前衛士如狼虎者不啻萬人，非張瓊不能統制”，任命張瓊代為殿前都虞候，後遷嘉州防禦使。
張瓊性情暴躁，輕侮軍校石漢卿，罵石漢卿是老巫婆。石漢卿憤恨不已。乾德元年（965年）八月，石漢卿與軍校史珪等誣告張瓊擅乘官馬，納李筠奴僕，蓄部曲過百，恣作威福，且誹謗趙光義。太祖召張瓊面訊，張瓊不認罪，倒反頂撞起來。太祖大怒，喝令左右擊打張瓊，石漢卿即以鐵撾暴打張瓊頭部，張瓊幾乎氣絕而被拖走，太祖下令御史臺審訊。張瓊於獄中自殺（自殺記載出自《續資治通鑑》；《宋史》記載則稱太祖賜死張瓊）。太祖得聞張瓊家無餘財，僅有僕三人，因而悔恨不已。太祖問石漢卿：“你說張瓊有僕百餘，何在？”石漢卿說：“張瓊所養者以一敵百。”太祖特赦張瓊以表其冤，厚卹張瓊家，因其子尚幼，擢其兄張進為龍捷副指揮使。